# سعداء الدعاس
سعداء الدعاس 

كاتبة وناقدة، تكتب في العديد من المجالات، وأستاذة النقد وفن الكتابة في المعهد العالي للفنون المسرحية، حاصلة علي درجة الدكتوراة في فلسفة الفنون، ولديها عدد من الإصدارات وحاصلة علي عدة جوائز أدبية.

## التحصيل العلمي
- أستاذ النقد والأدب المسرحي بالمعهد العالي للفنون المسرحية -الكويت.
- دكتوراه في فلسفة الفنون (مع مرتبة الشرف الأولي)-أكاديمية الفنون-المعهد العالي للفنون المسرحية-القاهرة.
- ماجستير الدراما والنقد المسرحي (بدرجة امتياز)-المعهد العالي للفنون المسرحية-أكاديمية الفنون-القاهرة.
- بكالريوس في النقد والأدب المسرحي (المرتبة الأولي لأربع سنوات)- المعهد العالي للفنون المسرحية-الكويت.
- درست اللغة الإنجليزية في جامعة جنوب إلينوي-مدينة كاريونديل-ولاية إلينوي-الولايات المتحدة الأمريكية.
- دبلوم الإخراج المسرحي-مركز الإبداع الفني-دار الأوبرا-القاهرة.

## التناول الأكاديمي لمنجزها
تم تناول رواية«لأني أسود» كنموذج تطبيقي في كل من:
-رسالة ماجيستير حول أدب ما بعد الكولونيالية للباحثة الإمارتية آمنة الأحبابي-قسم اللغة الإنجليزيو، جامعة بوردو-ولاية أنديانا، الولايات المتحدة الأمريكية.
-رسالة ماجستير بعنوان«الآخر في الرواية العربية-نماذج مختارة» للباحث المصري عبد الرحمن صلاح الدين، كلية دار العلوم-القاهرة.
-دُرست رواية«لأني أسود» والمجموعة القصصية«عتق» ضمن مقررات الفرقة الرابعة-كلية الآداب قسم اللغة العربية-جامعة حلوان-جمهورية مصر العربية.
-دُرست رواية«لأني أسود» لإحدي مراحل الثانوي-مدرسة البيان ثنائية اللغة-الكويت2014.
-تم تقديم حلقة عن «لأني أسود» ضمنحلقات البرنامج الإذاعي (روايات من الخليج)-إنتاج مؤسسة الإنتاج البرامجي المشترك 2015.
-كتب عن «لأني أسود», قصص «عتق» وعرض«هاملتهن» العديد من الدراسات، المقالات، والقراءات النقدية في الكثير من الدراسات، والمجلات العلمية، والصحف والمطبوعات.

## إسهامات
تكتب في القصة، الرواية، المسرح والنقد. معدة برامج تلفزيونية. كتبت عمود «الحائط الرابع» زاوية أسبوعية متخصصة في النقد (2008-2010)صفحة أوان المسرح-جريدة أوان-الكويت. كتبت العديد من القصص القصيرة والدراسات النقدية والمسرحية المنشورة في العديد من الصحف والمجالات الكويتية والعربية والمواقع الإلكترونية. شاركت في العديد من اللجان والندوات التطبيقية والفكرية في المهرجانات المسرحية والملتقيات الثقافية.

## ندوات ومشاركات داخل الكويت
ورشة «في فن اكتابة المسرحية»-أكاديمية الأدب-وزارة الشبابا والرياضة بالتعاون مع رابطة الآباء-الكويت 2016.
قراءة نقدية للعرض المغربي (التلفة), الندوات التطبيقية، مهرجان المسرح العربي، الهيئة العربية للمسرح، الدورة الثامنة، الكويت 2016.
قدمت وشاركت في عدة ندوات وورش منها: 
ندوة (المرأة والإعلام-الواقع والتحديات), الملتقي الدولي السنوي لمركز دراسات المرأة، كلية العلوم الاجتماعية-جامعة الكويت 2013.
ندوة حول النقد المسرحي – الجامعة الأميركية – الكويت -2012.
ندوة حول تجربتها الشخصية في الكتابة-منتدي قلمي-جامعة الخليج-الكويت 2012.
مناقشة حول رواية«لأني أسود»-نادي ديوان-الكويت2012.
ندوة حولرواية «لني أسود»-رابطة الأدباء-الكويت2011. 
ندوة حول مسرح الهواة-مهرجان أيام المسرح للشباب-الهيئة العامة للشباب والرياضة-2009.
العديد من المشاركات النقدية ضمن دورات مهرجان الكويت المسرحي- المجلس الوطني للثقافة والفنون والآداب – الكويت.	 
مهرجان الكويت المسرحي-المجلس الوطني للثقافة والفنون والآداب (اللجنة التحضيرية للندوات الفكرية-معقبة في الندوات التطبيقية).
أيام المسرح للشباب-الهيئة العامة للشباب والرياضة (الندوات الرئيسية للمهرجان).
عدة مشاركات ضمن أنشطة المؤسسات الثقافية التالية:(رابطة الأدباء، ملتقي الثلاثاء، نادي ديوان، منتدي قلمي، وملتقي فضاء المسرح).
قدمت العديد من الندوات لمجموعة من مدارس الثانوية للبنات (ندوات حول فن القصة القصيرة، إشراف ومتابعة عروض المسرح المدرسي).

## مشاركاتها خارج الكويت
- القاهرة-جمهورية مصر العربية 2016:

قدمت ورقة علمية حول (النقد الافتراضي-قراءة في مفهوم النقد ضمن منظومة العالم الافتراضي), محور: الإبداع المقاوم للتفتت، الندوة الفكرية لمهرجان القاهرة الدولي للمسرح المعاصر والتجربيب، 2016.
- الشارقة – الإمارات العربية المتحدة:

اللجنة التحضيرية لإستراتيجية التنمية العربية-الهيئة العربية للمسرح-2014.
- ملتقي الخبراء العرب-الهيئة العربية للمسرح (حول المسرح المدرسي)-2014.

- ملتقي الشباب والمسرح-الهيئة العربية للمسرح-الشارقة-2012(حول مسرح الهواة).

- مهرجان أصيلة الثقافي-المغرب-2011(ندوة حول رواية لأني أسود، وندوة حول فن القصة القصيرة في الكويت).

- التحقت بورشة الإخراج المسرحي-مركز الإبداع الفني في دار الأوبرا المصرية وقدمت من خلالها:

-مسرحية (هاملتهن)-تجربة الإخراج الفردي-العرض يقدم«هاملت» كما تراه والدته (جرترود) وحبيبته (أوليفيا) فقط، قدم العرض في عدة مواسم مسرحية في العامين 2009 و 2010 , علي مسرح مركز الإبداع الفني في القاهرة.
-مسرحية (العاصفة) لشيكسبير -تجربة الإخراج الجماعي بمشاركة خمسة مخرجين-قدم العرض لعشرة أيام في مركز الإبداع الفني في القاهرة-2007.

## التكريمات
كُرمت من قبل العديد من الجهات:
- في الكويت: منتدي المبدعين في رابطة الأدباء2015-رابطة أعضاء هيئة تدريس المعهد المسرحي2014,2013-ثانوية الإسراء للبنات2011-2012 -ثانوية ليلي الغفارية للبنات 2011-قسم النقد والأدب المسرحي في المعهد المسرحي2011-رابطة الأدباء 2011.

- تم تكريمها من قبل ملتقي المرأة الكويتية-المركز الإعلامي الكويتي-القاهرة 2004(إثر حصولها علي جائزة طه حسين).
- تم اختيارها ضمن قائمة جريدة القبس لشخصيات العام في الكويت لمرتين:2004(إثر حصولها علي جائزة طه حسين).قائمة جريدة النهار 2013.

في القاهرة: ملتقس المرأة الكويتية-المركز الإعلامي الكويتي بالتعاون مع السفارة الكويتية-القاهرة 2004.

## المشاركات الأخري
- كتبت عمود (الحائط الرابع) لسنتين-زاوية أسبوعية متخصصة في النقد (2008-2010) صفحة أوان المسرح-جريدة أوان-الكويت.
- أعدت للإذاعة والتلفزيون بعض البرامج منها برامج: «فضاء المسرح»-إذاعة الكويت2012.
- كتبت العديد من القصص القصيرة والدراسات النقدية والمسرحية المنشورة في العديد من الصحف والمجلات الكويتية والعربية والمواقع الإلكترونية.
- عضو هيئة استشارية، جريدة الفنون، تصدر عن المجلس الوطني للثقافة والفنون والآداب، الكويت،2012-2015.
- اختيرت ضمن فريق مكون من ستة مسرحيين من الوطن العربي لعضوية اللجنة التحضيرية لاستراتيجية التنمية العربية-الهيئة العربية للمسرح-الشارقة-2012.
- عضو لجنة تحكيم مسابقة التأليف المسرحي-الهيئة العامة للشباب والرياضة-الكويت 2011.
- عضو اللجنة التحضيرية لمهرجان الكويت المسرحي-المجلس الوطني للثقافة والفنون والآداب-2012.
- عضو رابطة هيئة التدريس-المعهد العالي للفنون المسرحية-الكويت 2012.
- عضو رابطة الأدباء-الكويت 2010.

## جوائز
- الجائزة العربية للإبداع الثقافي، عن رواية«لأني أسود», المنظمة العربية للتربية والثقافة والعلوم (الألسكو), بغداد،2013.
- جائزة نازك الملائكة للإبداع النسوي-وزارة الثقافة العراقية-بغداد 2012.
- جائزة الدولة التشجيعية في مجال الآداب لمرتين، الأولي عام 2010: عن رواية «لأني أسود», والثانية عام2013, عن النص المسرحي«أنتم من قال ذلك!», المجلس الوطني للثقافة والفنون والآداب، الكويت.
- جائزة الدولة التشجيعية في مجال الآداب عن رواية«لأني أسود» المجلس الوطني للثقافة والفنون والآداب-الكويت 2010.
- جائزة إحسان عبد القدوس للقصة القصيرة لعام 2006, نادي القصة، جمهورية مصر العربية.

ميدالية طه حسين للقصة القصيرة لعام 2004, جمهورية مصر العربية.
- جائزة الهيئة العامة للشباب والرياضة للقصة القصيرة لعام 2000-الكويت.
- جائزة الإبداع الشعري الأولى لعام 1996- وزارة التربية - الكويت.
- حاصلة علي مجموعة من الجوائز المدرسية في فن كتابة وإلقاء الشعر، والمشاركة في المسرح المدرسي.

## الإصدارات
صدر لها:
- مسرحية «أنتم من قال ذلك!»-الكويت 2013.
- رواية«لأني أسود» (الطبعة الأولي 2010-الطبعة الثانية 2012-الطبعة الثالثة 2015).
- مجموعة قصصية«عتق»-دار ميريت-القاهرة 2008.
- ترجمت قصتها«نبش» إالي اللغة الجورجية، وصدرت ضمن كتاب بعنوان (ليل الشتاء الطويل-قصص نسائية عربية)ترجمة: إزولدا غيردزيليدزه، جورجيا 2013.